# 1941 (فلم)
1941 هو فيلم تاريخي،حربي وكوميدي أمريكي إنتاج 1979 من إخراج ستيفن سبيلبرغ وتأليف روبرت زيميكس وبوب غيل وبطولة دان أيكرويد،نيد بيتي،جون بيلوشي،جون كاندي وكرستوفر لي.تم عرض الفيلم في ديسمبر 1979 وحقق إيرادات وصلت ل94.9 مليون دولار مقابل ميزانية بلغت 35 مليون دولار.

## وصلات خارجية
- مقالات تستعمل روابط فنية بلا صلة مع ويكي بيانات